# Leonid Góvorov
Leonid Aleksandròvitx Góvorov (en rus: Леонид Александрович Говоров) (Butykr, 1897 – Moscou, 1955). Comandant militar soviètic.
Nascut el 22 de febrer de 1897 al poble de Butikr, a la Rússia central (avui a l'óblast de Kírov). El seu pare era mariner. Va anar a l'escola superior tècnica a Yelabuga i va entrar al departament de construcció naval de l'Institut Politècnic de Petrograd. Al desembre de 1916, això no obstant, va ser transferit a l'Acadèmia d'Artilleria de Konstantinovskye i el 1917 esdevingué oficial artiller.
Amb l'esclat de la Revolució Russa i la desintegració de l'exèrcit imperial, Góvorov tornà a casa, però posteriorment va ser allistat amb la Guàrdia Blanca d'Aleksandr Kolchak. Aviat desertà i s'uní a l'Exèrcit Roig, però aquest episodi posteriorment jugaria en contra d'ell. Durant la Guerra Civil Russa serví sota les ordres de Vassili Bliúkher a Crimea, contra les forces de Piotr Vrangel, sent ferit dues vegades i guanyant l'Orde de la Bandera Roja
Durant les dècades dels 20 i 30 tingué una sèrie de comandaments d'artilleria, completant cursos a l'Acadèmia Militar Frunze. El 1936 fundà l'Acadèmia Militar de l'Estat Major General de l'Exèrcit Roig, i també va ser el cap d'artilleria del Districte Militar de Kíev. El 1938 va ser nomenat instructor de tàctica a l'Acadèmia d'Artilleria de Dzerjinskiy.
Durant el període de la Gran Purga de Stalin, Góvorov, qui havia estat membre de l'exèrcit de Koltxack i subordinat de Bliukhe (que va ser executat el 1938), va ser afortunat de sobreviure. Va dimitir de la seva posició i amenaçat amb l'arrest, però la intervenció del Mariscal Kliment Voroixílov i del Cap de l'Estat Soviètic Mikhail Kalinin el van salvar.
El 1939 esclatà la Guerra Soviètico-Finesa, i Góvorov va ser nomenat Cap d'Artilleria del 7è Exèrcit. Des d'aquesta posició comandà l'assalt massiu d'artilleria que permeté el trencament soviètic de la Línia Mannerheim el 1940. Per aquesta acció va rebre l'Orde de l'Estrella Roja i el rang de Comandant de Divisió. Seguidament va ser nomenat Diputat Inspector General d'Artilleria de l'Exèrcit Roig. Quan l'Alemanya Nazi envaí la Unió Soviètica al juny de 1941, Góvorov va ser nomenat Director d'Artilleria del Front Occidental, a la Polònia Oriental i a Belarús. En aquest comandament cridà l'atenció del General Gueorgui Júkov, qui va acabar sent el seu patró. Executà un paper principal a la batalla de Moscou al desembre de 1941 i a les contraofensives soviètiques durant l'hivern de 1941-1942. Com a resultat va ser promogut al rang de Tinent General d'Artilleria.
A l'abril de 1942 Govorov va ser nomenat Comandant de Leningrad, una ciutat que havia estat encerclada per la Wehrmacht i per l'exèrcit finès des de novembre de 1941 i que durant l'hivern de 1941-1942 patí una terrible fam (veure Setge de Leningrad). Aquí els coneixements de Góvorov com a cap d'artilleria i mestre de la guerra de posicions era inútil, atès que la ciutat estava constantment sota bombardeigs, i una de les tasques de Govorov era llançar una contraofensiva artillera contra els canons alemanys. El gener de 1943 comandà les forces soviètiques de Leningrad a l'atac combinat anomenat Operació Guspira, que capturà Schlisselburg i trencà el bloqueig alemany al voltant de Leningrad. Al juny de 1944, durant l'alliberament de la regió nord de Leningrad i la consegüent invasió de Finlàndia va ser promogut al rang de Mariscal de la Unió Soviètica.
Quan les forces soviètiques van avançar cap al sud i l'oest des de Leningrad el 1944, Góvorov comandà l'artilleria roja durant l'alliberament de Novgrod, la reocupació d'Estònia i de Letònia i l'avanç cap a Polònia. El 27 de gener de 1945 va ser rebre el títol d'Heroi de la Unió Soviètica
Als anys de postguerra, Góvorov va ser comandant del Districte Militar de Leningrad i Cap Inspector de les Forces de Terra. El 1948 va ser nomenat Comandant de les Forces Aèries de Defensa Nacional, i el 1952 fou Ministre de Defensa. Des d'aquests comandaments veié la modernització del sistema de defensa aèria per l'era de l'avió de reacció i de la bomba atòmica. Però Góvorov patia d'una malaltia cardíaca crònica, i morí a Moscou el 19 de març de 1955.
El seu fill Vladimir també va formar part de l'Exèrcit Roig, arribant al rang de General d'Exèrcit; rebent també el títol d'Heroi de la Unió Soviètica.

## Condecoracions
- Heroi de la Unió Soviètica (1945)
- Orde de Lenin (1941, 1942, 1945, 1945, 1947)
- Orde de la Victòria (1945)
- Orde de la Bandera Roja (1921, 1944, 1950)
- Orde de Suvorov de 1a classe (1943, 1944)
- Orde de Kutuzov de 1a classe (1944)
- Orde de l'Estrella Roja (1940)
- Medalla de la defensa de Leningrad
- Medalla de la defensa de Moscou
- Medalla de la victòria sobre Alemanya en la Gran Guerra Patriòtica 1941-1945
- Medalla del 20è Aniversari de l'Exèrcit Roig
- Medalla del 30è Aniversari de l'Exèrcit i l'Armada Soviètics
- Medalla del 800è Aniversari de Moscou
- Gran Oficial de la Legió d'Honor (França)
- Creu de Guerra 1939-1945 (França)
- Comandant en Cap de la Legió del Mèrit (Estats Units)
- Orde de la República (Tuvà)